# جوانی شوپن
جوانی شوپن (لهستانی: Młodość Chopina) فیلمی لهستانی به کارگردانی الکساندر فورد است که در سال ۱۹۵۲ منتشر شد. این فیلم دربارهٔ دوره‌ای از زندگی شوپن میان سال‌های ۱۸۲۵ تا ۱۸۳۰ (از ۱۵ تا ۲۱ سالگی) است.

## گزیدهٔ بازیگران
- چسواف وُوِیکو در نقش فردریک شوپن
- الکساندرا شلونسکا
- یان کورناکوویچ
- تادئوش بیائوشچینسکی
- ایگور اشمیاووفسکی
- امیل کاراویچ
- یرژی کالیشفسکی
- یژی دوشینسکی
- لخ اُردن
- ریشارد باریچ
- واندا یاکوبینسکا
- ووادیسواف نویبلت (نامش در عنوان‌بندی فیلم نیامده)